# مصطفینو (شهرستان تویمازینسکی، باشقیرستان)
مصطفینو (انگلیسی: Mustafino, Tuymazinsky District, Republic of Bashkortostan) یک شهرک در شهرستان تویمازینسکی استان باشقیرستان کشور روسیه است.